# Germaine Malaterre-Sellier

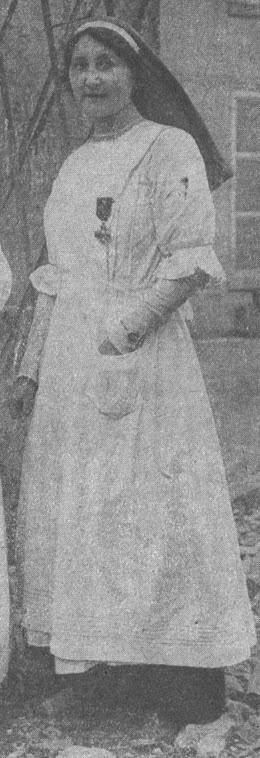
Germaine Malaterre-Sellier in „La Vie francaise“ Juni 1919

Germaine Malaterre-Sellier, geboren als Germaine Renée Suzanne Sellier, (* 21. Mai 1889 in Paris; † 29. Mai 1967 ebenda) war eine französische Krankenschwester, Feministin, progressive Katholikin und Pazifistin, die mit dem Croix de guerre (Kriegskreuz) ausgezeichnet wurde. Sie war die erste französische Delegierte beim Völkerbund. 

## Leben
Germaine Sellier wurde als Tochter von Cécile Pauline Beaudet und Ernest Édouard Sellier in eine Familie der Pariser Bourgeoisie hinein geboren. 1909 besuchte sie zur Ausbildung Kurse der Association des Dames françaises und einer Gesellschaft des Roten Kreuzes.
Im Jahr 1914 wurde sie als Krankenschwester-Majorin an die Front mobilisiert. Sie arbeitete zusammen mit Jeanne Macherez im Hilfskrankenhaus 201 in Soissons, wo sie französische Soldaten und die Bevölkerung während der Bombardierung von Soissons im Jahr 1914 behandelte. Am 10. März 1915 wurde sie am Knie verwundet. Zahlreiche französische, britische und amerikanische Journalisten reisten in die Märtyrerstadt Soissons und befragten die beiden Krankenschwestern, die zu idealen Heldinnen wurden, um dem Patriotismus und Nationalismus zu dienen. Germaine Sellier wurde als „La Dame blanche de Soissons“ (Die weiße Dame von Soissons) bezeichnet. Sie erhielt 1915 das Kriegskreuz, das sie am Tag ihrer Hochzeit mit dem Offizier Henri Malaterre am 6. Juni 1917 trug.
Nach dem Krieg, beeinflusst von den Gedanken Marc Sangniers, widmete sich Germaine Malaterre-Sellier einem eher reformorientierten Feminismus und Pazifismus. Als Kriegsveteranin hielt sie zahlreiche Vorträge, was ihr den Zugang zum politischen und öffentlichen Leben ermöglichte. 1929 wurde sie Vizepräsidentin des Verbands Seine der Ligue de la jeune République (Liga der Jungen Republik, eine solche Berufung war damals für eine Frau eine Seltenheit). In der Zeitung La Jeune-République schrieb sie über Feminismus und Pazifismus.

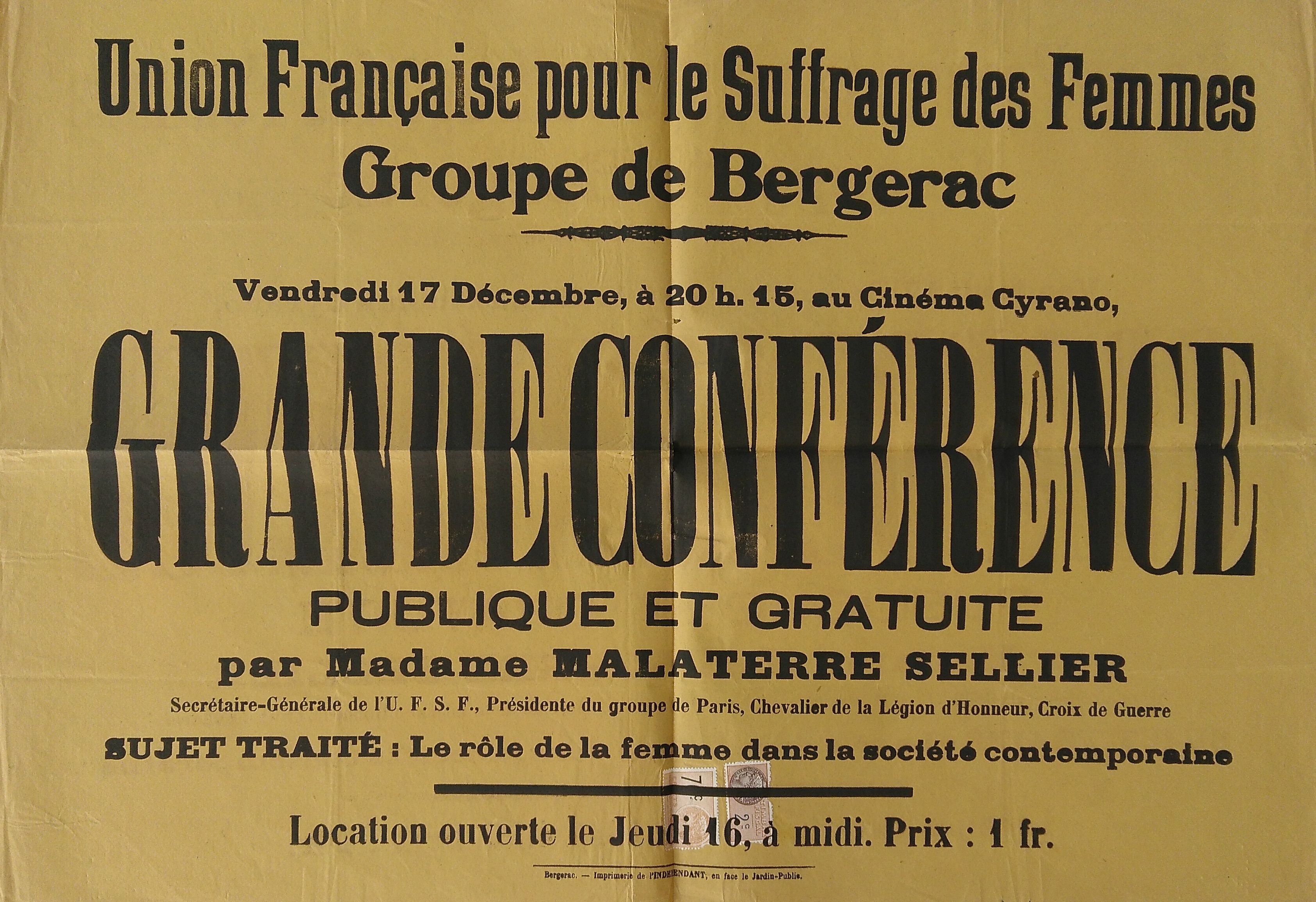
Plakat der Französischen Union für das Frauenstimmrecht Bergerac

Malaterre-Sellier vertrat einen katholischen und maternalistischen Pazifismus. Sie zog Parallelen zwischen einer Mutter, die sich um ihre Kinder kümmert, und einer Krankenschwester, die Soldaten pflegt. Sie forderte das Wahlrecht für Frauen aufgrund ihrer Opfer und Teilnahme am Krieg. Sie war die erste französische Delegierte beim Völkerbund. Sie war Vizepräsidentin der Frauenunion für den Völkerbund und der Internationalen Liga für moralische Abrüstung durch Frauen und Vorsitzende der Friedenssektion des Conseil national des femmes françaises (Nationaler Rat der französischen Frauen). Ende der 1930er Jahre trat sie der Internationale Friedenskampagne bei und war Vorsitzende der Friedenskommission des Internationalen Frauenrats. Außerdem war sie Generalsekretärin und später, bei der Befreiung, Präsidentin der Union française pour le suffrage des femmes (Französische Union für das Frauenstimmrecht).
Bei der IWSA-Konferenz 1926 in Paris hielt ie deutsche Feministin Gertrud Bäumer eine leidenschaftliche, positiv aufgenommene Rede. Eine Umarmung von Gertrud Bäumer und der Germaine Malaterre-Sellier wurde als Symbol des Friedens gewertet.
Als Henri de Kerillis im April 1937 Cécile Brunschvicg angriff, war sie Mitverfasserin eines Briefes an den Direktor von L’Écho de Paris, um zu protestieren. Während des Zweiten Weltkriegs war sie in der Résistance tätig.

## Auszeichnungen
- Offizier der Ehrenlegion (1954, zuvor 1921 Ritter)[1]
- Croix de Guerre 1914–1918 (1915)[2]
- Prix Audiffred der Académie des sciences morales et politiques (1916, gemeinsam mit Jeanne Macherez)[10]
- Büste der Künstlerin Chana Orloff (1939)[11]